# Christ-König-Kirche (Kempen)

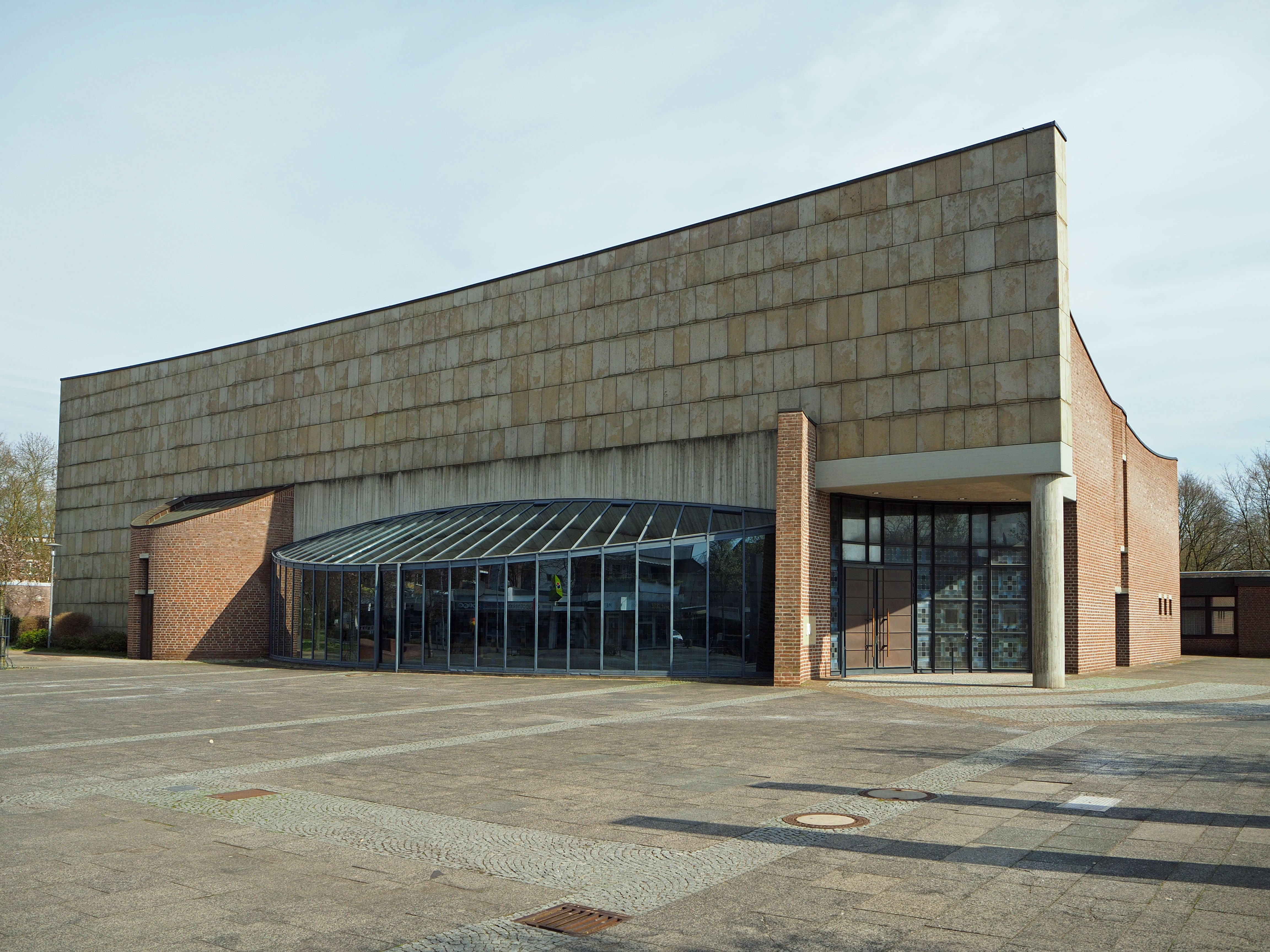
Christ König in Kempen

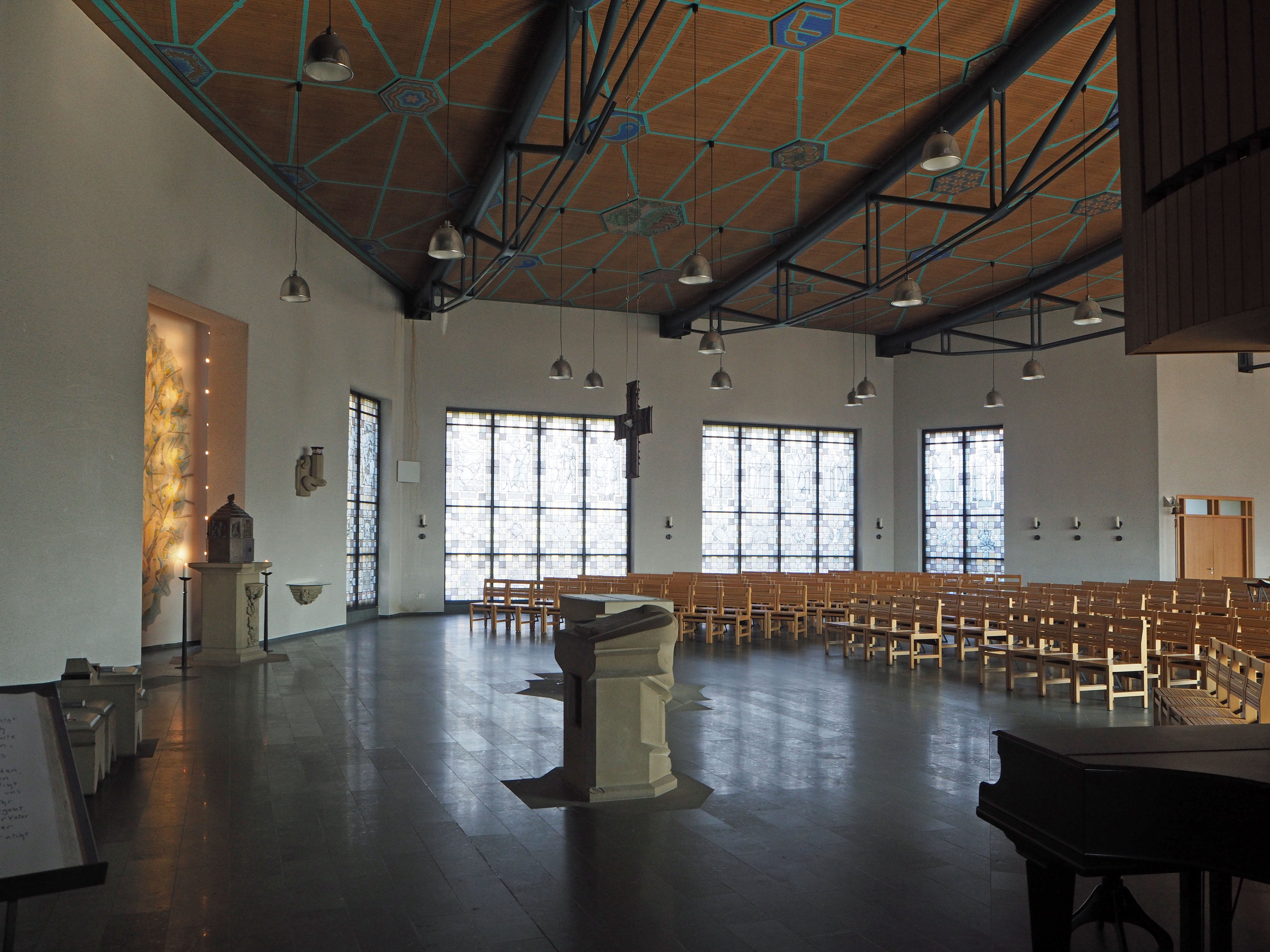
Innenraum

Die Christ-König-Kirche ist eine römisch-katholische Filialkirche in Kempen im Kreis Viersen in Nordrhein-Westfalen.
Die Kirche gehört zur Pfarre St. Mariä Geburt und wurde zwischen 1992 und 1993 nach Plänen des Architekturbüros Haas errichtet.

## Geschichte
Nachdem ab den 1960er Jahren im Norden Kempens mit dem Bau des Stadtviertels «Neue Stadt» begonnen wurde und neben Angehörigen von belgischen NATO-Streitkräften ab 1966 auch deutsche Staatsangehörige zuzogen, wurde die Einrichtung eines eigenen Seelsorgebezirkes und der Bau einer zusätzlichen Kirche erforderlich. 1968 wurde der Vorgängerbau der heutigen Kirche in Fertigbauweise errichtet und am 15. Dezember 1968 geweiht. Am 15. April 1970 wurde der Vikariebezirk Christ König innerhalb der Pfarre St. Mariä Geburt gebildet. 
Schon bald genügte die Kirche aufgrund von Baumängeln nicht mehr den Anforderungen der Gemeinde, sodass sich am 9. Februar 1985 ein Kirchenbauverein gründete. 1992 wurde die alte Kirche abgerissen und an gleicher Stelle das heutige Gotteshaus nach Plänen des Aachener Architekturbüros Haas erbaut. Die Grundsteinlegung war am 29. März 1992, die feierliche Kirchweihe erfolgte am 28. März 1993 durch den Aachener Weihbischof Karl Reger.

## Baubeschreibung
Die Christ-König-Kirche ist ein natursteinsichtiger Bau auf trapezförmigem Grundriss in Formen der Moderne.

## Ausstattung
Im Innenraum befindet sich eine moderne Ausstattung aus der Bauzeit. Die großformatigen Buntglasfenster sind Werke von Klaus Balke aus dem Jahr 1995.